# Othreis fullonia
Othreis fullonia är en fjärilsart som beskrevs av Carl Alexander Clerck 1764. Othreis fullonia ingår i släktet Othreis och familjen nattflyn. Inga underarter finns listade i Catalogue of Life.

## Bildgalleri

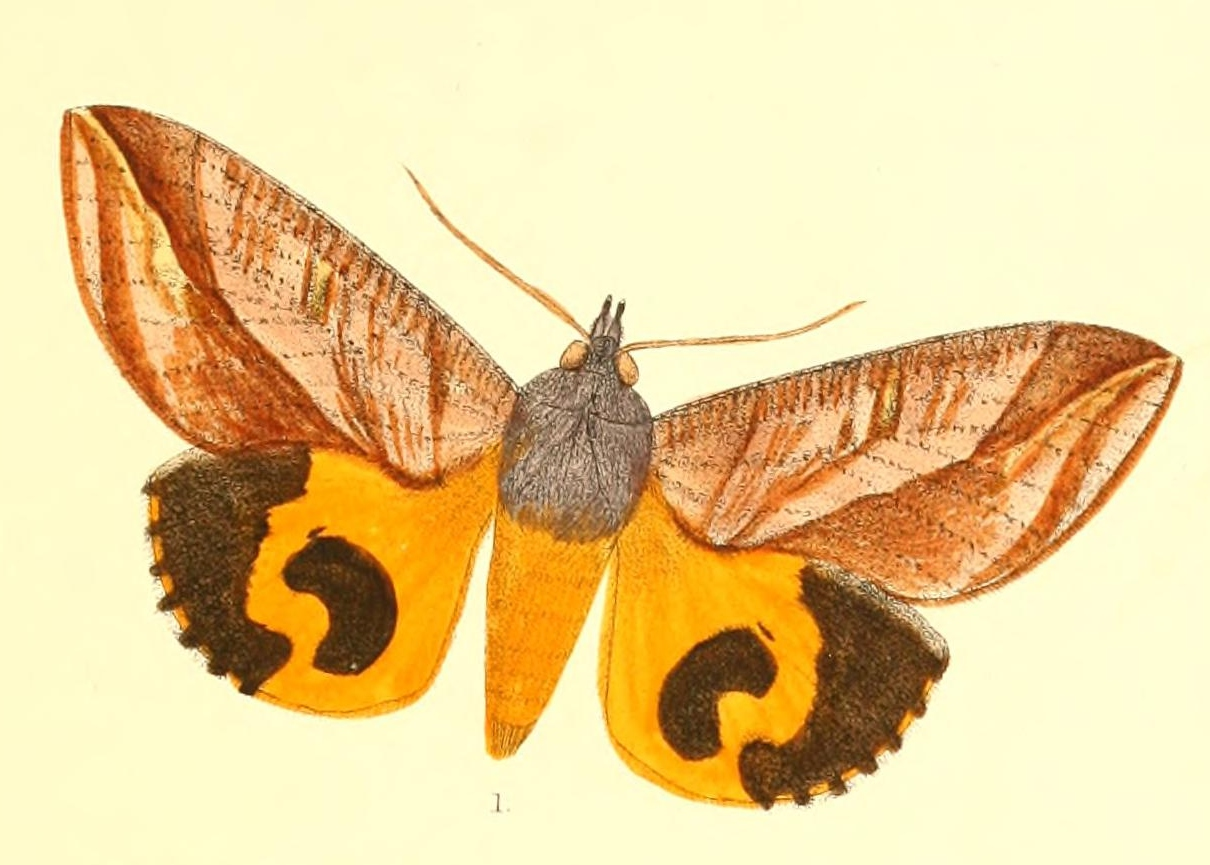
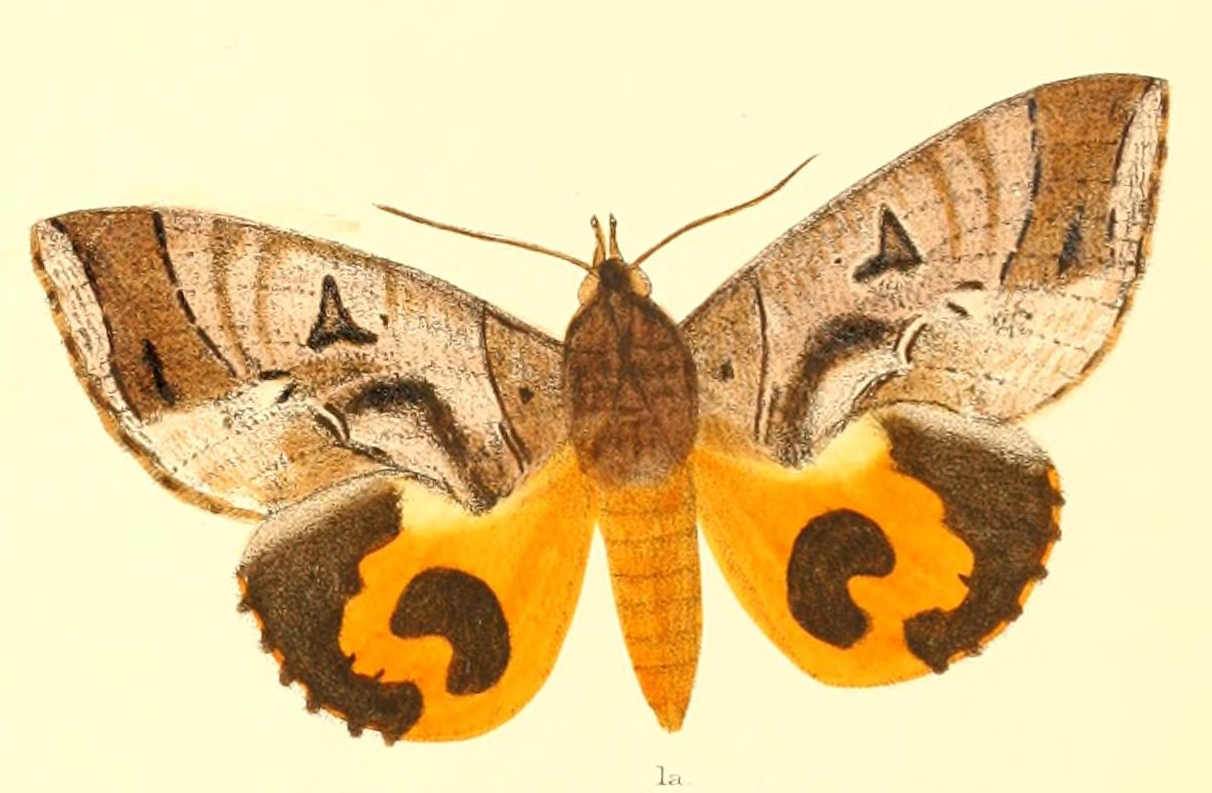
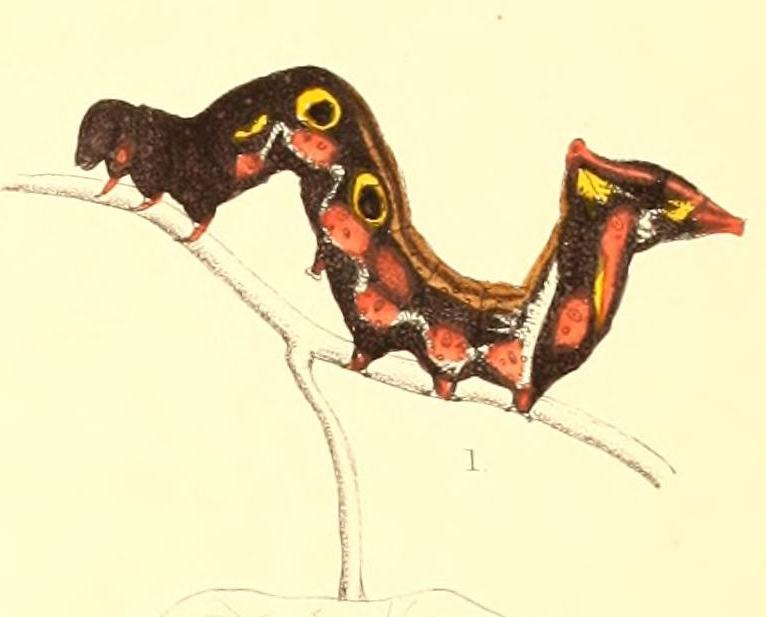
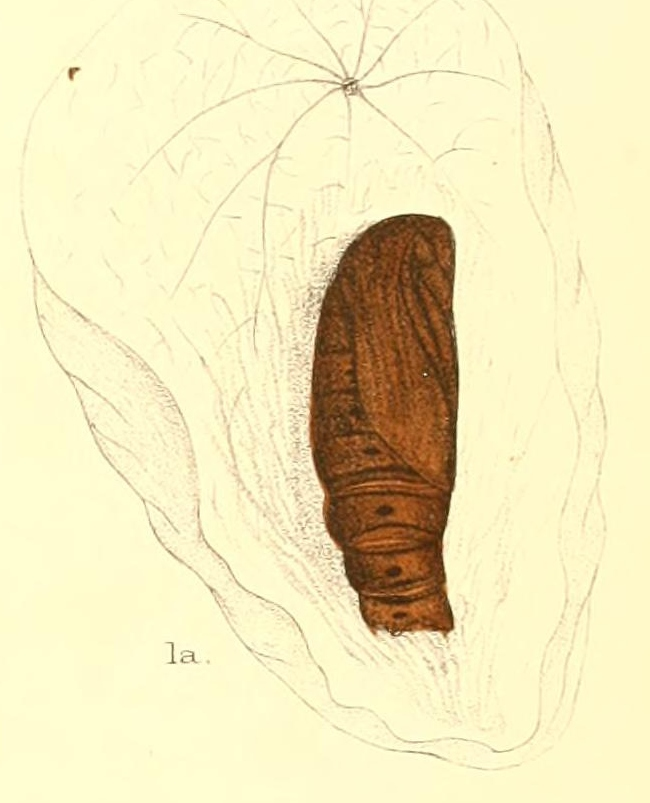
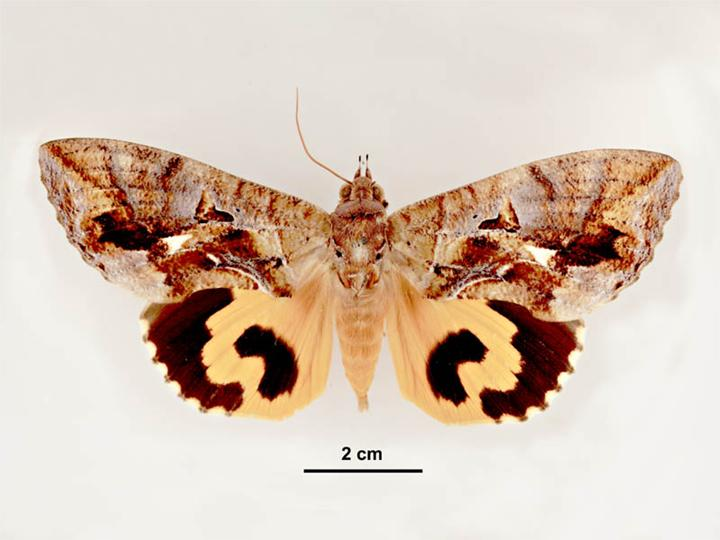
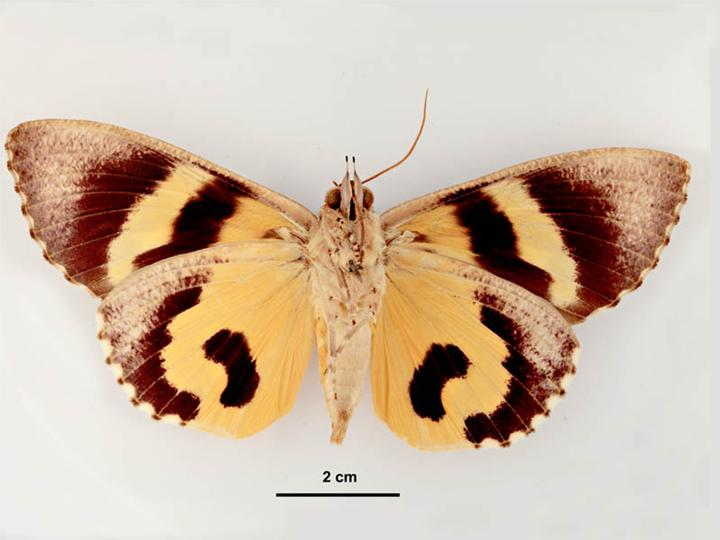